# Horjudži
Horjudži (japanski: kandži: 法隆寺, hiragana: ほうりゅうじ, romadži: Hōryū-ji za „Hram procvalog prava”; čita se Horjuu-đi) je najstariji drveni budistički hram iz 7. veka u Japanu, nedaleko od tadašnje prestolnice Nare; najstariji drveni hram na svetu. Upisan na Uneskov spisak mesta Svetske baštine u Aziji i Australaziji 1993. godine. Izgrađen po kineskim uzorima snažno je uticao na svu kasniju japansku arhitekturu. Sastoji se od pagode, ulaznog trema i zlatne dvorane kondo s jedinstvenim zidnim slikama najstarijeg razdoblja japanskog slikarstva, koje su nažalost uništene. Japanska vlada navodi nekoliko njegovih struktura, skulptura i artefakata nacionalno blago. Jedna studija njegove šinbašire iz 2001. godine, centralnog drvenog stuba gotovo suspendovanog unutar pagode, izvela je zaključak da je zgrada skoro jedan vek starija nego što se ranije mislilo.
Sačuvan je minijaturni Tamamuši (buba) oltar ukrašen slikama u laku. Ovaj oltar je replika još starijeg hrama, a njegove slike su jedne od retkih iz dinastije Asuka (552–646). U glavnoj dvorani (Kondo) nalazi se trem s tri bronzane skulpture (tzv. Šaka trijada koja predstavlja Sahkjamunija – istorijske Bude) autora Torija Bušija, unuka kineskog izbeglice. Ova dva dela pokazuju kako se brzo budizam, kao carska religija, proširio Japanom.

## Istorija
U vreme dinastije Asuke, tokom samo jednog veka, procvali su novi oblici filozofije, medicine, muzike, kulinarstva, odevanja, agronomije, urbanizma, ali i umetnosti i arhitekture. Najvažnije novine su bile Mahajana budizam (sa brojnim bodisatvama), centralizirani državni sistem i pismo. Svaki od njih nije doslovno uvezen iz Kine, nego je prilagođen japanskim uslovima i bogatoj japanskoj tradiciji.
Kako su hramovi bili središta za poštovanje nove religije (za razliku od šintoizma u kojemu su se poštovale lokacije u prirodi) princ Šotoku (574–622), koji je vladao kao regent i bio glavni promovitelj budizma, osnovao je hram Horjuji u blizini glavnog grada Nare 607. godine.
U Japanu je postojala jaka tradicija sistema vertikalnih i horizontalnih greda i konzola, a tradicija obrade drveta bila je superiornija od kineske. Uz to, potreba demontiranja i ponovnog podizanja zgrada, koja je proizlazila iz premeštanja sedišta carstva, stvorila je izuzetno spretno tesarstvo nenadmašive veštine i velike modularne tačnosti.
Nakon požara 670. godine Horjuji je obnovljen, a brojni kineski graditelji, proizvođači crepova i kipari, sjatili su se u japanski glavni grad da iskoriste prednosti carske zaštite. Možda se upravo zbog Horjujija središte carstva ustalilo u Nari 710. godine.

## Arhitektura
Sačuvane građevine Horjujija su glavna (zlatna) dvorana (C), petospratna pagoda (D), vratarnica Ču-mon (A) i periferna galerija (B), najstariji su postojeći primerci istočnoazijske drvene arhitekture.
Za kondo ili glavnu dvoranu preuzet je nacrt svečanih dvorana koje su u Kini bile poznate od dinastije Han nadalje. Nagovešteni gornji sprat ne postoji, jer iznutra samo strop od drvenih rešetaka deli postolje za kipove (s veličanstvenim bronzanim skulpturama) od krova. Kondo ima razmerno jednostavan sistem konzola gde su krak konzole i rog kombinovani u potpornju streje, a drvena građa nije bila naročito obrađena. Kasnije su konzole bile više dekorativne i sastojale su se od sistema od tri ili četiri nivoa konzola.
Dvorana s natpisima (F), zvonik (G) i kodo ili nastavna dvorana (E), koja se oslanja na severnu obodnu galeriju, sagrađene su kasnije i potiču iz 10. veka.
Ovaj kompleks je jedinstven i jer se Pagoda nalazi zapadno od glavne ose sjever-jug, što je razlika od kineskih uzora.

## Blago
Blago hrama se smatra vremenskom kapsulom budističke umetnosti iz šestog i sedmog veka. Mnoge freske, statue i druga umetnička dela unutar hrama, kao i arhitektura samih hramskih zgrada pokazuju snažan kulturni uticaj Kine, Koreje i Indije, kao i aspekte budističke prakse u Japanu.
Nacionalni muzej u Tokiju sadrži preko 300 predmeta koje je Horju-đi poklonio Carskom domu 1878. Neki od ovih predmeta su izloženi javnosti, a svi su dostupni za proučavanje kao deo muzejske digitalne kolekcije.

### Kudara kanon
Kudara kanon je jedna od najboljih reprezentativnih budističkih skulptura u asuka periodu, sa Guze kanon u Jumedonu. Napravljen je verovatno početkom – sredinom 7. veka, visok je 209 cm i prilično je vitke figure. Dok je frontalnost istaknuta karakteristika Šaka trijade Torija Bušija, namera je bila da se ova statua posmatra sa strane. Većina njegovih delova je napravljena od kamfora. U početku su neki delovi, kao što je golo telo, bili lakirani i obojeni živopisnim bojama, ali je lak tokom vremena postao ozbiljno degradiran.
Poreklo statue je prekriveno misterijom. Drevni katalozi za Horjudžijevo blago, čak i onaj napisan u kasnom kamakurskom periodu, to nikada ne pominju. Prvi sačuvani zapis koji se odnosi na nju bio je iz 1698. godine, i implicira da je premeštena od negdje nakon kamakurskog razdoblja. Zapis je naziva Kokuzo Bosacu (Akasagarba Bodisatva), a ne Kanon Bosacu (Guanjin), i kaže „to je došlo iz Baekjea, ali je napravljen u Indiji“. Barem u edo periodu, nisu ostali zvanični podaci o njegovom nastanku, koji je i dalje obavijen legendom.
Iako se danas pominje kao Kudara kanon, njegovo ime u usmenoj tradiciji bilo je Kokuzo Bosacu. Godine 1911, kruna stvorena za statuu otkrivena je u skladištu Horjudžija. Kruna je bila okarakterisana zakrivljenom Amitabom, tipičnim atributom za kanonove statue. Od tada je opšte poznato da je to prikaz kanona. Ime Kudara kannon se prvi put pojavilo u knjizi objavljenoj 1917. godine.
Danas je široko prihvaćeno da je statua napravljena u Japanu. Statua je isklesana od Camphora officinarum, koji je bio veoma tipičan medij za japanske budističke skulpture u 7. veku. Osnova statue i boca za vodu koju drži napravljeni su od japanskog hinoki čempresa, vrste endemske za Japan. Štaviše, stil cvetnih ornamenata na kruni veoma podseća na Guze kanon i Četiri Deve u Kondou.
Uticaji na stil mogli bi da potiču sa različitih mesta. Dinastije severni Ći, severni Džou ili Suej, sve su mogućnosti. Relativna retkost preživelih kineskih budističkih skulptura otežava utvrđivanje potencijalnih uticaja na skulpturu iz Kine.

### Murali
Murali kondoa obuhvataju pedeset zidova; četiri veća zida, osam zidova srednje veličine i trideset osam malih zidnih površina unutar zgrade. Originalni murali su uklonjeni nakon požara 1949. i čuvaju se u nejavnoj riznici. Dvadeset malih zidnih slika, neoštećenih u požaru 1949. godine, nalaze se na svojim prvobitnim mestima, dok su reprodukcije zamenile delove koji su uklonjeni zbog oštećenja.
Sudeći po ranim uticajima Tanga, današnji konsenzus o vremenu nastanka slika je kraj 7. veka. Tako se isključuju mogućnosti autorstva onih ličnosti iz ranog 7. veka za koje se nekada verovalo da su tvorci, npr. Tori ili Dončo. Ne postoji jasan ili prihvaćen autor ovog dela.

### Šaka Trijada
Tori Buši je zaslužan za livenje ove masivne budističke statue. To je trijada i tako Šakdžamuni, centralni Buda, je u prisustvu još dve figure, Bajsadžiaguru sa desne strane i Amitaba sa leve strane. Statue su datirane na 623. godinu, a stil proističe iz umetnosti severnog Veja. Stil statue je takođe poznat kao tori stil i karakteriše ga dvodimenzionalnost figure i ponavljajući prikazi tkanine na kojoj se nalazi trijada. Na svakom uglu trijade stoje četiri drvene šitenske statue sa kraja asuka perioda. Oni su najstariji primeri šitenskih statua u Japanu.

## Galerija
- Pagoda (塔, Tō)
- Budistički monumenti
- Glavna vrata (門, ču-mon)
- Zlatna dvorana (金堂, kondo)
- Nastavna dvorana (講堂, kodo)
- Skulptura stražara (仁王, Nio)
- Pagoda Hokki-ji (法起寺)
- Kudarakan'nondo
- Kondo i pagoda
- Bronzani lantern
- Dekoracija krova
- Statua čuvara
- Horjudži
- Rejdo
- Horjudži
- Krovne pločice
- Krovni ornamenti u obliku zmaja
- Horjudži kompleks
- Panoramski pogled
- Pogled iz bliza na drvenu rezbariju

## Literatura
- Kinoshita, June; Palevsky, Nicholas (1998). Gateway to Japan, "A Japanese Prince and his temple". Kodansha International. стр. 47. ISBN 9784770020185. Приступљено 2. 4. 2007.
- Velike arhitekture svijeta, urednik John Julius Norwich, Marjan tisak, Split. 2005.  978-953-214-266-2.
- Marilyn Stokstad, Art History (Wolume Two), Pearson Prentice Hill, New Jersey. 2005. ISBN 0-13-145529.

## Spoljašnje veze
- Horyuji
- Hōryū-ji Home Page
- Horyuji - Ancient History Encyclopedia
- Asian Historical Architecture: Hōryū-ji
- Japan Mint: Hōryū-ji Temple Silver Medallion
- Photos of Hōryū-ji and nearby Chuguji Temple